# Confederación General de Trabajadores Griegos
La Confederación General de Trabajadores Griegos (GSEE) (griego: Γενική Συνομοσπονδία Εργατων Ελλάδος, Γ.Σ.Ε.Ε) es la principal central sindical de Grecia. 
Fundada en 1918, está afiliada a la Confederación Europea de Sindicatos y a la Confederación Sindical Internacional. Está formada por 83 sindicatos de rama y 74 confederaciones de departamento, y cuenta con unos 450.000 afiliados.